# Krocsák Emil
Krocsák Emil (Máramarossziget, 1902. augusztus 15. – Budapest, 1982. január 22.) festő, művészpedagógus. Felesége, Laczkovich Piroska (1906–1982) jelmeztervező volt.

## Életpályája
1925–1930 között a Magyar Képzőművészeti Főiskolán Vaszary Jánosnak és Baransky Emilnek volt a tanítványa. 1931–1933 között mesterképzős hallgató volt a Magyar Képzőművészeti Főiskolán. Az Iparművészeti Iskolában az elméleti tanszakon mint tanársegéd dolgozott. 1930-ban befejezte festői pályáját, később kizárólag pedagógiai munkásságának élt. 1930–1932 között az UME tagjaként kiállításokon vett részt. 1938-tól a Képzőművészeti Főiskolán geometriát oktatott. 1969-ben a Zebegényi Szabadiskola előadója volt. 1975-ig a főiskola geometria tanszékének vezetője volt.
Művészetét modern törekvések jellemezték, festészetét az alakzatok, emberi figurák sík, plakátszerű felületekben történő konstruktív egymásba komponálása, ugyanakkor rajzosság és meghökkentő színvilág jellemezte.
Sírja a Farkasréti temetőben található (41-1-62/63).

## Festményei
- Két lány (1930 előtt)
- Barátnők (1930 előtt)

## Könyvei
- Térábrázolás. Szabadkézi rajzhoz szükséges térismeretek (Budapest, 1960)

## Díjai
- a Munka Érdemrend ezüst fokozata (1964)
- a Munka Érdemrend arany fokozata (1972)